# Ataulfo de Paiva
Ataulfo Nápoles de Paiva ComSE • GOSE • GCSE (São João Marcos, 1 de fevereiro de 1867 — Rio de Janeiro, 8 de maio de 1955) foi um advogado, magistrado e orador brasileiro.

## Biografia
Diplomado pela Faculdade de Direito de São Paulo, exerceu o cargo de juiz municipal em Pindamonhangaba, juiz do Tribunal Civil e Criminal na cidade do Rio de Janeiro, desembargador e presidente do Tribunal de Apelação, ministro do Supremo Tribunal Federal, presidente do Conselho Nacional do Trabalho, entre outras funções públicas. Também foi um dos fundadores Liga Brasileira contra a Tuberculose e membro do instituto Histórico e Geográfico do Rio de Janeiro, além do Conselho Nacional do Serviço Social e da Academia Fluminense de Letras.
A 24 de Março de 1920 foi feito Comendador da Ordem Militar de Sant'Iago da Espada,a 15 de Abril de 1921 foi elevado a Grande-Oficial da mesma Ordem de Portugal e a 18 de Fevereiro de 1935 foi elevado a Grã-Cruz da mesma Ordem de Portugal.

## Academia Brasileira de Letras
Foi membro da Academia Brasileira de Letras, eleito em 9 de dezembro de 1916 para suceder na cadeira 25 o acadêmico Artur Orlando da Silva.